# Pim Doesburg
Willien Doesburg, dit Pim Doesburg, né le 28 octobre 1943 à Rotterdam et mort le 18 novembre 2020, est un footballeur néerlandais puis entraîneur des gardiens au Feyenoord Rotterdam.

## Biographie
En tant que gardien, Willien Doesburg est international néerlandais à huit reprises (1967-1981) pour aucun but inscrit.
Il fait partie des joueurs sélectionnés pour la Coupe du monde de football de 1978, mais il ne joue aucun match. Il est finaliste de la Coupe du monde.
Il participe aussi à l'Euro 1980. Il ne joue qu'un seul match, contre la Grèce, en tant que remplaçant de Piet Schrijvers à la 15e minute. Les Pays-Bas sont éliminés au premier tour.
Il joue dans deux clubs : le Sparta Rotterdam et le PSV Eindhoven. Il remporte avec le premier une coupe des Pays-Bas en 1966, et avec le second deux championnats des Pays-Bas (1986 et 1987).
Puis il est entraîneur des gardiens au Feyenoord Rotterdam.

## Clubs
- 1962-1967 : Sparta Rotterdam
- 1967-1970 : PSV Eindhoven
- 1970-1980 : Sparta Rotterdam
- 1980-1987 : PSV Eindhoven

## Palmarès
- Coupe des Pays-Bas de football

- - Vainqueur en 1966
  - Finaliste en 1969, en 1970 et en 1971
- Championnat des Pays-Bas de football
  - Champion en 1986 et 1987
  - Vice-champion en 1982, en 1984 et en 1985
- Coupe du monde de football
  - Finaliste en 1978